# Palais Pimenta
Le palais Pimenta (en portugais : Palácio Pimenta) est un palais portugais du XVIIIe siècle situé à Lisbonne. Il est le siège principal du musée de Lisbonne.

## Histoire
Le palais a été construit sur ordre du roi Jean V du Portugal au milieu du XVIIIe siècle pour sa maîtresse Paula Teresa da Silva e Almeida, une religieuse du monastère de São Dinis à Odivelas, au Portugal.
Le musée de Lisbonne a été installé dans le palais le 15 juillet 1909, avec l'approbation du ministre des Finances, Tomás António da Guarda Cabreira. Initialement installé à l'hôtel de ville, le musée est passé par le couvent des Carmes, le palais Mitra et le palais Galveias jusqu'à son installation complète au palais Pimenta en 1979.

## Sources
- Musée de Lisbonne (en anglais)
- Áreas de Actividade (en portugais)

- (en) Cet article est partiellement ou en totalité issu de l’article de Wikipédia en anglais intitulé « Pimenta Palace » (voir la liste des auteurs).